# Liu Chun
Liu Chun (chiń. 刘春; ur. 1918, zm. 2007) – chiński dyplomata. Pierwszy ambasador Chińskiej Republiki Ludowej w Laosie. Pełnił tę funkcję w okresie od października 1962 do stycznia 1967. Następnie był ambasadorem w Turcji w okresie od maja 1972 do marca 1976 roku.